# Wegekapelle Lind

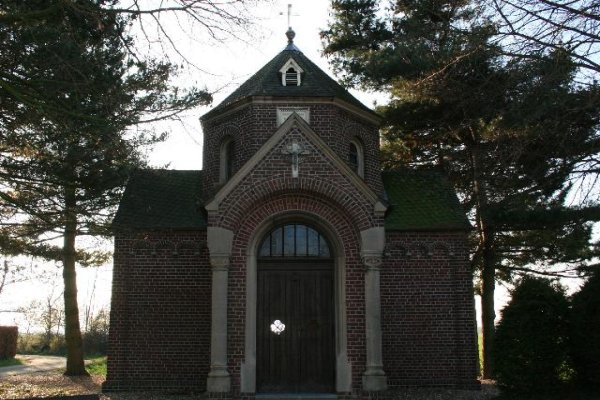
Wegekapelle Lind

Die Wegekapelle Lind befindet sich beim Ortsteil Lind des Stadtteiles Boisheim der Stadt Viersen in Nordrhein-Westfalen.

## Bauwerk
Bei der Kapelle handelt es sich um neuromanisches Backsteinbauwerk mit einem kreuzförmigen Grundriss. Zwei Rundsäulen aus Sandstein tragen die Überdachung des Eingangsportales. An der Außenseite über dem Portal befindet sich eine Figur des gekreuzigten Jesus und über dem Portalgiebel eine Inschriftentafel.

## Geschichte
Zum Gedenken an den Wirbelsturm vom 1. Juli 1891 wurde 1911/12, gut zwanzig Jahre später, in Lind eine Kapelle errichtet. Die Idee für den Bau hatten sich Albert Erkens (geboren 1867) und die gleichaltrigen Johann Kothes und Franz Neuenhofen von einer Reise geholt. Auf den acht Höfen in Lind war immer wieder Wunsch aufgekommen, eine Kapelle zum Dank dafür zu errichten, dass den Menschen selbst im Ort nicht mehr passiert ist. Eine Bauernfamilie stellte das Grundstück zur Verfügung. Die Finanzierung trugen die Bewohner der der Honschaft selbst, insgesamt 19 Familien und Einzelpersonen. Der Bauunternehmer Wilhelm Looser errichtete die Kapelle. Den Altar und die Pietà schuf der Klever Bildhauer Brüx. Die Kapelle ist der „schmerzhaften Mutter Gottes“ geweiht. An jedem  1. Juli wird bis heute eine Dankmesse gefeiert. 1986 wurde die Kapellengemeinschaft ins Leben gerufen. Die Kapelle ist seit dem 1. Juli 1986 in der örtlichen Denkmalschutzliste unter der Erfassungsnummer 111 als Baudenkmal eingetragen.